# Saint-Nicolas-d'Aliermont
 Saint-Nicolas-d'Aliermont  es una población y comuna francesa, en la región de Alta Normandía, departamento de Sena Marítimo, en el distrito de Dieppe y cantón de Envermeu.

## Demografía
| 2635 | 3216 | 3614 | 3964 | 4055 | 3862 |
| Para los censos de 1962 a 1999 la población legal corresponde a la población sin duplicidades (Fuente: INSEE [Consultar]) |      |      |      |      |      |